# 岩手県民会館
岩手県民会館（いわてけんみんかいかん）は、岩手県盛岡市にある岩手県立の多目的ホールである。指定管理者制度に基づき、公益財団法人岩手県文化振興事業団が管理・運営を行っている。

2023年4月より2年間、自動車販売業の株式会社トーサイが命名権を取得し、「トーサイクラシックホール岩手」の愛称がついた。

## 概要
1970年（昭和45年）に盛岡市で開催された第25回国民体育大会（みちのく国体）の開催記念事業として建築された。1973年（昭和48年）4月に開館して以来、岩手県の芸能文化の拠点施設として利用されている。総工費は22億9,400万円。設計は、株式会社佐藤武夫設計事務所。施工は、鹿島建設株式会社ほか。大ホール1階の階段を上った付近に橋本八百二の原画による壁面レリーフで岩手県の郷土芸能「鹿踊」が描かれ、会館正面の右手には舟越保武によるブロンズ像「はばたき」が設置されている。主な使用用途はコンサート・演劇・ミュージカル・講演会・大会など。

## 施設
鉄筋コンクリート造（一部鉄骨鉄筋コンクリート造）／地上5階、地下1階
- 大ホール - 1991席（1～3階）、間口20メートル
- 中ホール - 602席、間口11.5メートル
- 展示室（2室）
- リハーサル室・ミーティングルーム
- 会議室（5室）、和室（2室）

## 主な受賞
- 1974年、第15回建築業協会賞[6]
- 1997年、BELCA賞（ロングライフ部門）

## 沿革
- 1973年3月25日 - 竣工。